# Parafia Matki Bożej Nieustającej Pomocy w Malborku
Parafia Matki Bożej Nieustającej Pomocy w Malborku - rzymskokatolicka parafia położona w diecezji elbląskiej, w dekanacie Malbork I. 
Parafia erygowana 8 września 1945 roku, reerygowana 16 maja 1958 roku przez administratora warmińskiego Tomasza Wilczyńskiego. 
Parafia obejmuje ulice Malborka: Armii Krajowej, Bażyńskiego, Bema, Chrobrego, Marii Curie-Skłodowskiej, Dworcowa, Fałata, Grunwaldzka, Jagiellońska, Jasna, Konopnickiej (numery 2-26), Kopernika, Kościuszki (numery 6-25), Krakowska, Kraszewskiego, Mała, Małachowskiego, 17 Marca, Matejki, Mickiewicza, Orzeszkowej, Pasteura, Piłsudskiego, Poczty Gdańskiej, Prądzyńskiego, Pstrowskiego, Prusa, Pułaskiego, Reymonta, Sienkiewicza, Sikorskiego, Słowackiego, pl. Wolności, pl. Wyspiańskiego, Zamenhofa, Zapolskiej, Zakopiańska, Żeromskiego, Żelazna.

## Kapłani parafii Matki Bożej Nieustającej Pomocy w Malborku
| Imię i nazwisko proboszcza            | Daty urzędowania |
| ------------------------------------- | ---------------- |
| ks. kanonik Feliks Sawicki            | 1945 – 1980      |
| ks. Zenon Szerle                      | 1980             |
| ks. Tadeusz Piszczatowski             | 1980–1983        |
| ks. prałat kanonik Jan Żołnierkiewicz | 1983–2009        |
| ks. dr Arkadiusz Śnigier              | od 2009          |